# Dietrich von Mousson
Dietrich von Mousson († 1102/1105) war ein Graf von Mousson, Altkirch und Pfirt aus dem Haus Scarponnois. Er war ein Sohn des Grafen Ludwig von Mousson und der Sophia von Bar, einer Tochter des Herzogs Friedrich II. von Lothringen.
Von seiner Mutter erbte er 1093 die Grafschaft Bar und die Vogtei von Saint-Mihiel. Im Jahr 1096 wurde er von Bischof Richer von Verdun mit der Grafschaft Verdun beliehen. Im selben Jahr wollte Dietrich am Ersten Kreuzzug teilnehmen, verblieb wegen einer Erkrankung jedoch in seiner Heimat. Er gründete dafür die Klöster von Biblisheim und Walburg. 1102 schrieb Dietrich sein Testament auf der Burg von Altkirch und starb wenig später. Bestattet wurde er in der Kathedrale von Autun.
Dietrich war verheiratet mit Ermentrude von Burgund, einer Tochter des Grafen Wilhelm I. von Burgund. Seine Frau brachte ihm die Grafschaft Mömpelgard in die Ehe, als Witwe gründete sie das Kloster Froidefontaine. Ihre Kinder waren:
- Friedrich I. († um 1160), Graf von Pfirt
- Rainald I. der Einäugige († 1149), Graf von Bar, Mousson und Altkirch
- Dietrich II. († 1163), Graf von Mömpelgard
- Ludwig († 1102), nahm am ersten Kreuzzug teil und wurde nach seiner Rückkehr von eigenen Gefolgsleuten ermordet
- Stephan († 29. Dezember 1163), Erzdiakon und 1120 Bischof von Metz, nahm am zweiten Kreuzzug teil
- Gunthilde († 21. Februar 1131), erste Äbtissin von Biblisheim
- Agnes, ⚭ Graf Hermann II. von Salm (ein Sohn des Gegenkönigs Hermann von Salm)
- Mathilde, ⚭ Graf Adalbert von Mörsberg